# Telemark
Telemark ist eine norwegische Provinz (Fylke).

## Geografie
Telemark liegt im Südwesten des Landesteils Østlandet. Sie erstreckt sich vom Skagerrak bis zur Hardangervidda, der größten Hochebene Europas. Die Küste am Skagerrak ist etwa 39 Kilometer lang. Telemark grenzt an die Landschaft und ehemalige Provinz Buskerud im Nordosten, Vestfold im Südosten, Aust-Agder im Süden sowie Rogaland und Hordaland im Nordwesten.
Da sich in Telemark sowohl Gebirge wie auch ein Küstenstreifen finden lassen, wird Telemark auch als „ein Stück Norwegen in Miniatur“ bezeichnet.
In Telemark liegen acht Städte: Brevik, Kragerø, Langesund, Notodden, Porsgrunn, Rjukan, Skien und Stathelle in der Kommune Bamble. Skien, Porsgrunn und Bamble sowie die Städte Brevik, Langesund und Stathelle bildeten gemeinsam jeweils einen Tettsted.
Durch die Telemark verläuft der Telemarkkanal, der die Orte Skien und Dalen verbindet.

## Geschichte

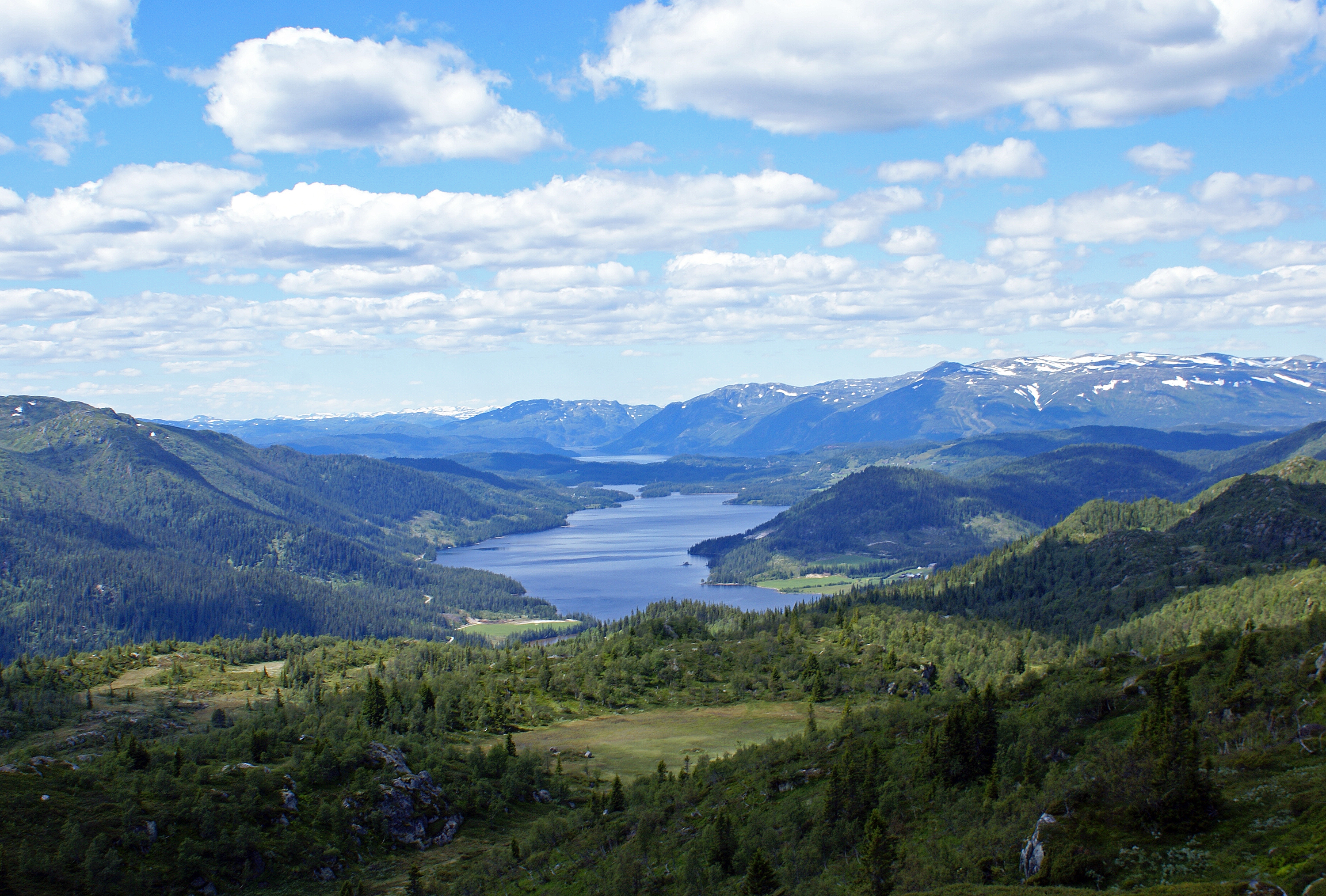
Landschaft in Vinje in Øvre Telemark

Das nachmalige Telemark war im Mittelalter eine geografische Einheit unter dem Namen Skienssysla, die später als Bratsberg (ältere Schreibweise Bradsberg) und Telemark fortgeführt wurde. Der Name Telemark stammt aus vom altnordischen Þilamǫrk oder Þelamǫrk (Þ = englisches th) und bezieht sich auf die Þilir, die Volksgruppe, die während der Völkerwanderung und der Wikingerzeit in Øvre Telemark lebte. Ab dem Spätmittelalter wurde der Name Telemark als Landschaftsname und als Name für verschiedene administrative und kirchliche Einheiten verwendet, ab 1662 für Vogteien im Amt Bratsberg (Bratsberg Amt), in Abgrenzung von dem an der Küste liegenden Bamble (nicht deckungsgleich mit der heutigen Kommune).
Bratsberg amt wurde 1919 in Telemark fylke umbenannt. Vor 1919 war Bratsberg in die Vogteien Bamble, Nedre Telemarken und Øvre Telemarken eingeteilt. Bratsberg war ursprünglich der Name eines Gehöfts außerhalb von Skien, das als Sitz des Amtmannes diente.
Um 1900 hatte Telemark etwa 99.000 Einwohner. Mit der Industrialisierung stieg die Bevölkerungszahl stark an, so dass im Jahr 1920 bereits 125.250 Menschen dort lebten. Seit Ende dieser Zeit ist das Bevölkerungswachstum in der Provinz geringer als im Rest Norwegens.
Das Wappen wurde 1970 geschaffen. Es zeigt eine schwarze Axt auf gelbem Hintergrund. Es soll Schutz und Würde darstellen.
Zum 1. Januar 2020 wurde Telemark mit Vestfold (ohne die Gemeinde Svelvik) zum neuen Fylke Vestfold og Telemark zwangsvereinigt. Das Regionalparlament von Telemark stimmte gegen den Zusammenschluss. Grundlage für das Zusammengehen war ein Beschluss des Storting vom 8. Juni 2017, der im Zuge einer Regionalreform eine Reduzierung auf elf Fylke vorsah. Bereits ab dem 1. Januar 2019 gab es nur noch einen gemeinsamen Fylkesmann für die beiden Provinzen, nämlich Per Arne Olsen. Zum 1. Januar 2024 wurde Vestfold og Telemark allerdings wieder aufgelöst, Telemark wurde damit wieder zur selbständigen Provinz.

## Wirtschaft
Die Landwirtschaft konzentriert sich hauptsächlich auf einen Streifen von Brevik nach Porsgrunn und Skien hin zur Nordsee, wo etwa ein Drittel der Anbaufläche der Landschaft liegt. Andere Gebiete liegen zu hoch, um für eine landwirtschaftliche Nutzung geeignet zu sein. An der Küste entlang der Nordsee wurde Fischerei betrieben, wobei vor allem Lachs gefangen wurde. Insgesamt war der Fischfang jedoch keine wichtige Einnahmequelle in der Telemark.
Grenland wurde von den Kommunen Porsgrunn und Skien gebildet und ist ein wirtschaftlich bedeutsames Ballungsgebiet. Unter anderem Norsk Hydro und Yara International haben hier Niederlassungen.

## Tourismus
In Telemark befindet sich der größte Aquapark Norwegens, Bø Sommarland. Künstliche Wellen und Norwegens längste Rutsche waren Attraktionspunkte für Touristen und Einheimische.

## Kultur

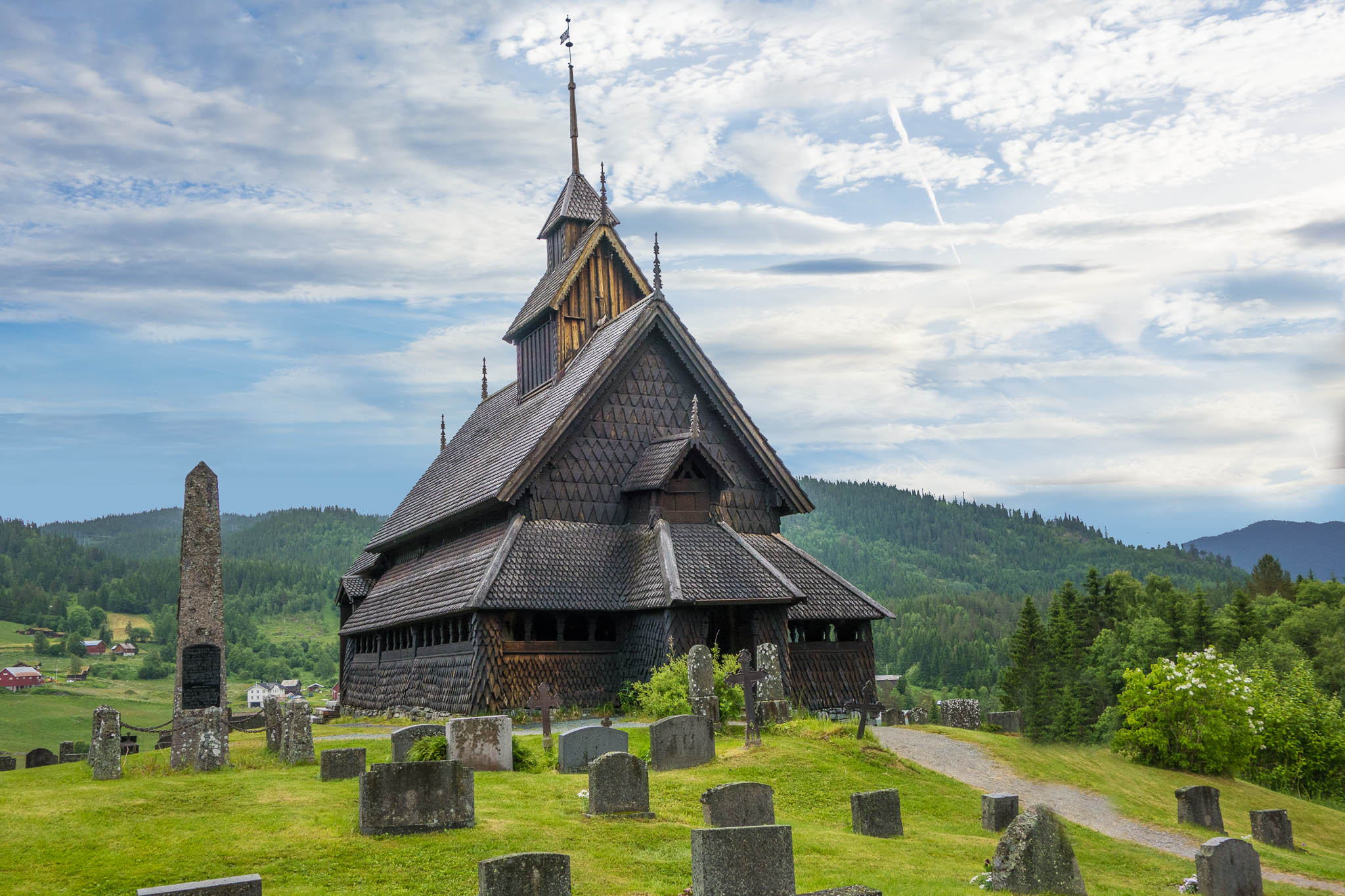
Stabkirche Eidsborg aus dem Mittelalter in Lårdal in Øvre Telemark

Telemark ist kulturell sehr vielfältig und bildet kulturell wie sprachlich einen Übergang zwischen Ostnorwegen, Südnorwegen und Westnorwegen. Die Sprache variiert zwischen einem standardnahen Ostnorwegisch vor allem in den Küstengebieten und sehr traditionellen Dialekten in Øvre Telemark, die konservativen Varianten des Nynorsk nahestehen.
In Øvre Telemark gibt es traditionell keine Städte; die Region ist traditionell von einer relativ egalitären Bauerngesellschaft geprägt, deren kulturelle Wurzeln bis in die Wikingerzeit zurückreichen. Es behielt Elemente der altnordischen Kultur und Sprache in viel größerem Maße bei als andere Regionen in Norwegen und galt historisch als die gewalttätigste Gesellschaft in Norwegen. Es ist die Region, die sich sowohl der Christianisierung als auch der späteren Reformation in Norwegen am meisten widersetzte. Die Telen waren ein sehr streitbares und selbstbewusstes Volk; im Mittelalter weigerten sie sich, Steuern zu zahlen, und lehnten sich oft gegen die Zentralmacht auf. Ein größerer Anteil der Bauern besitzt ihre eigenen Höfe als anderswo in Norwegen. Die Gesellschaft und Kultur in Øvre Telemark waren daher egalitärer und vom dänischen Zeitalter weniger beeinflusst und „unberührt“ als anderswo in Ostnorwegen. Øvre Telemark ist für ihre konservativen Dialekte und ihre Traditionen in den Bereichen Volksmusik, Kleidung, Kunsthandwerk, Essen, Architektur und Skifahren bekannt. Es hat mehr Kulturdenkmäler aus dem Mittelalter als jeder andere Teil Norwegens. Draumkvedet wurde in Øvre Telemark mündlich überliefert, hauptsächlich in Kviteseid und Lårdal. Øvre Telemark nimmt eine wichtige Position in der norwegischen Nationalromantik ein. Ab dem 19. Jahrhundert interessierten sich Volkskundler und Künstler für die bäuerliche Kultur von Telemark und die Sagen, Märchen und Musik Telemarks.
Grenland und Vestmar, die flacheren Küstengebiete, sind traditionell durch ihre reichen Städte geprägt, die auf Seefahrt und Handel mit den Niederlanden, Norddeutschland, den britischen Inseln und Dänemark beruhen. Mit seinen Eisenhütten und Sägewerken war Grenland seit dem 16. Jahrhundert auch Norwegens wichtigste Industrieregion. Zwischen dem 16. und 19. Jahrhundert war Skien eine der größten und reichsten Städte in Norwegen. Die Stadt- und Kontinentalkultur ist auch durch den engeren Kontakt mit Dänemark beeinflusst. Grenland war seit der späten frühen Neuzeit eine ausgeprägte Klassengesellschaft. Sprachlich dominiert Standard-Ostnorwegisch.
Telemark war die Heimat von Sondre Norheim, der neben den Begriffen Ski und Slalom auch die Technik des Telemarkens prägte. Der weltbekannte Dramatiker Henrik Ibsen stammt aus Skien, der Hauptstadt Telemarks.
Telemark spielte auch eine wichtige Rolle in der Geschichte und Literatur der norwegischen Sprachvariante Nynorsk. Bedeutende Autoren und Autorinnen wie Aasmund Olavsson Vinje, Tarjei Vesaas und Aslaug Vaa stammten aus diesem Gebiet. 1901 wurde vom norwegischen Kirchen- und Schulministerium eine neue Rechtschreibung des Nynorsk zugelassen, die im Wesentlichen auf den westtelemarkischen Dialekten beruhte (sogenanntes Midlandsnormal). Sie konnte sich trotz Unterstützung durch Autoren wie Arne Garborg nicht gegen die bisherige, westnorwegisch basierte Rechtschreibung durchsetzen.

## Verwaltungsgliederung
Telemark ist seit 2024 in 17 Kommunen unterteilt. Bis Ende 2019 gehörten 18 Kommunen zu Telemark. Die Zahl der Kommunen sank, da im Rahmen der landesweiten Kommunalreform in Norwegen zum 1. Januar 2020 durch die Zusammenlegung von Bø und Sauherad die Kommune Midt-Telemark entstand.
| Nr.  | Name          | Einwohner (2025) | Fläche (km²) | Sprach- form |
| ---- | ------------- | ---------------- | ------------ | ------------ |
| 4001 | Porsgrunn     | 37.289           | 164,44       | Bokmål       |
| 4003 | Skien         | 56.866           | 779,2        | neutral      |
| 4005 | Notodden      | 13.333           | 983,89       | neutral      |
| 4010 | Siljan        | 2389             | 213,95       | Bokmål       |
| 4012 | Bamble        | 14.310           | 304,38       | neutral      |
| 4014 | Kragerø       | 10.446           | 305,47       | neutral      |
| 4016 | Drangedal     | 4067             | 1.062,77     | neutral      |
| 4018 | Nome          | 6558             | 429,67       | neutral      |
| 4020 | Midt-Telemark | 11.135           | 518,51       | Nynorsk      |
| 4022 | Seljord       | 2981             | 715,08       | Nynorsk      |
| 4024 | Hjartdal      | 1646             | 791,61       | Nynorsk      |
| 4026 | Tinn          | 5529             | 2.045,13     | neutral      |
| 4028 | Kviteseid     | 2473             | 708,47       | Nynorsk      |
| 4030 | Nissedal      | 1486             | 905,17       | Nynorsk      |
| 4032 | Fyresdal      | 1256             | 1.280,02     | Nynorsk      |
| 4034 | Tokke         | 2238             | 984,58       | Nynorsk      |
| 4036 | Vinje         | 3861             | 3.105,84     | Nynorsk      |
| 40   | Telemark      | 177.863          | 15.298,18    | neutral      |